# Maranguape Futebol Clube
Maillots
Le Maranguape Futebol Clube est un club brésilien de football basé à Maranguape dans l'État du Ceará.